# Iqaluit Ouest
Circonscription électorale territoriale du Canada
Iqaluit Ouest est une circonscription électorale territoriale canadienne de l'Assemblée législative du Nunavut.
La circonscription correspond à la communauté d'Iqaluit. 
Tous les candidats sont indépendants étant donné qu'il n'y a aucun parti politique à l'Assemblée législative du Nunavut.

## Résultats des élections
| Élections générales du Nunavut de 1999 |                             |      |        |
|                                        | Nom                         | Vote | %      |
|                                        | Paul Okalik                 | 334  | 50.61% |
|                                        | Ben S. Ell                  | 166  | 25.15% |
|                                        | Matthew Spence              | 160  | 24.24% |
| Total des bulletins valides            | Total des bulletins valides | 660  | 100%   |

| Élections générales du Nunavut de 2004 |                             |      |        |
|                                        | Nom                         | Vote | %      |
|                                        | Paul Okalik                 | 415  | 76.99% |
|                                        | Doug Workman                | 124  | 23.11% |
| Total des bulletins valides            | Total des bulletins valides | 539  | 100%   |

| Élections générales du Nunavut de 2008 |                             |      |       |
|                                        | Nom                         | Vote | %     |
|                                        | Paul Okalik                 | 340  | 53.5% |
|                                        | Elisapee Sheutiapik         | 296  | 46.5% |
| Total des bulletins valides            | Total des bulletins valides | 636  | 100%  |

| Élection partielle du lundi 12 septembre 2011 |                             |      |        |
|                                               | Nom                         | Vote | %      |
|                                               | Monica Ell                  | 230  | 53.99% |
|                                               | Kirt Ejesiak                | 158  | 37.09% |
|                                               | Tuutalik Boychuck           | 38   | 8.92%  |
| Total des bulletins valides                   | Total des bulletins valides | 428  | 100%   |

## Annexe